# Casa-Museu Pascoli
La Casa-Museu Pascoli és una casa de Castelvecchio Pascoli, província de Lucca, Itàlia, on Giovanni Pascoli va viure i treballar habitualment des de 1895 fins a la seva mort, el 1912. Actualment està habilitada com a museu i és gestionada per la comuna de Barga.
La casa que pertanyia a la família Cardosi-Carrara va ser comprada el 15 d'octubre de 1895 per Pascoli que hi va viure i va treballar regularment fins a la seva mort, que es va produir el 1912.
Gràcies a la seva germana Mariù, la casa, construïda en tres plantes, ha conservat l'aspecte i l'estructura que va desitjar Pascoli durant els anys que va viure-hi. Les peces sempre reflecteixen els gustos, les amistats i els coneixements del poeta, mentre que els mobles i els nombrosos records familiars testimonien la personalitat de Mariù i el seu món reunits al voltant de la figura del seu germà.

## Galeria fotogràfica

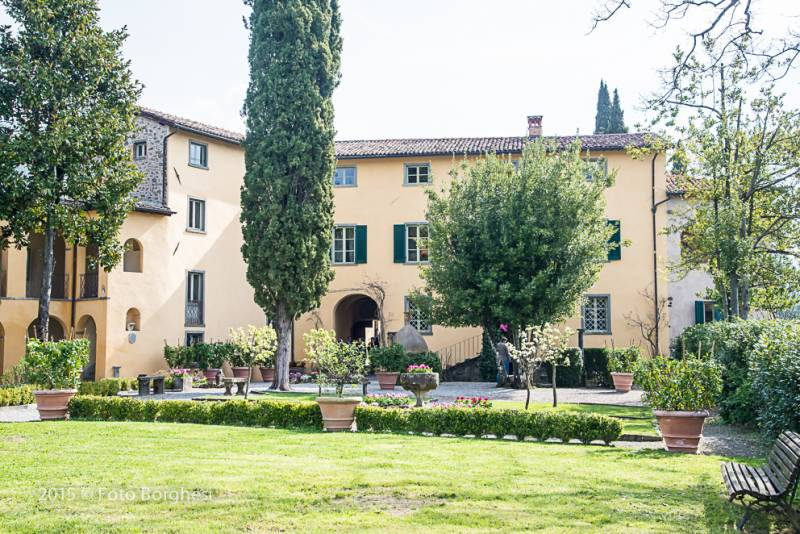
El jardí de la casa de Pascoli
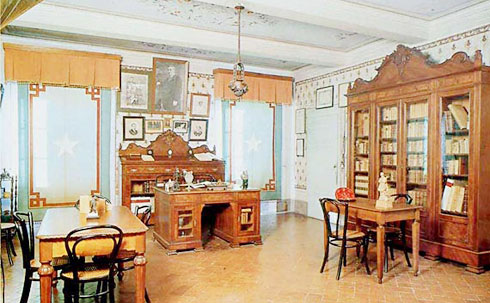
El despatx de Giovanni Pascoli
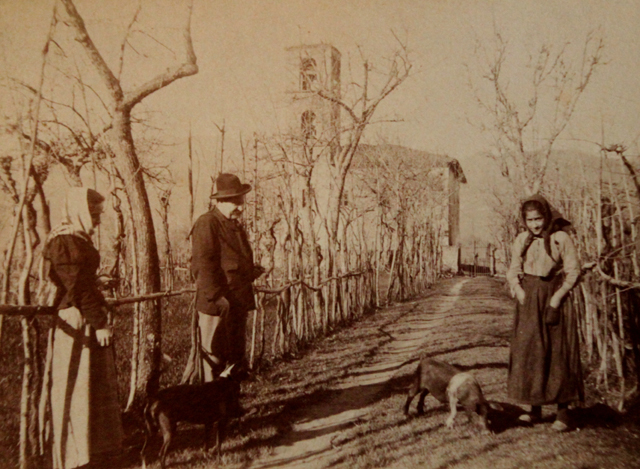
Giovanni Pascoli amb agricultoras